# Таутендорф (Тирингија)
Таутендорф (њем. Tautendorf) општина је у њемачкој савезној држави Тирингија. Једно је од 93 општинска средишта округа Зале-Холцланд. Према процјени из 2010. у општини је живјело 172 становника. Посједује регионалну шифру (AGS) 16074097.

## Географски и демографски подаци
Таутендорф се налази у савезној држави Тирингија у округу Зале-Холцланд. Општина се налази на надморској висини од 330 метара. Површина општине износи 5,3 km². У самом мјесту је, према процјени из 2010. године, живјело 172 становника. Просјечна густина становништва износи 33 становника/km².

## Међународна сарадња
| Мјесто | Држава    | Врста сарадње | Од    |
| ------ | --------- | ------------- | ----- |
|        | Француска | контакт       | 2000. |
| Тахов  | Чешка     | партнерство   | 1976. |
| Извор  |           |               |       |